# Anton Plenikowski
Anton Plenikowski (Sopot, 1899. november 19. – Berlin, 1971. március 3.) német politikus.

## Élete
Az első világháborúban katonaként vett részt, utána a breslaui Katonák és Munkások Tanácsának tagja lett. Tulajdonképpen ezzel kezdődött politikai pályafutása, melynek során a nácik elől Svédországba menekült, több NDK-beli párt tagja is volt, a parlamentbe is bekerült.